# Bitka talentov (1. sezona)
1. sezona Bitke talentov je potekala leta 2004 (izbiranje 12 finalistov spomladi, nadaljnji krogi pa jeseni) v okviru oddaje Spet doma voditelja Maria Galuniča.
Zmagovalec je bil Omar Naber, ki je v finalu premagal Anžeja Dežana. Z zmago na Bitki talentov si je Omar prislužil tudi vstopnico za nastop na Emi 2005, na kateri je s pesmijo »Stop« zmagal. Poleg Omarja in Anžeja so v tej sezoni sodelovali tudi pozneje znani izvajalci Ajda Ivšek, Katja Koren, Anja Baš in Nino Kozlevčar.
Vseh 12 finalistov je skupaj posnelo pesem »Vsi za enega« (avtorjev Matjaža in Urše Vlašič ter Boštjana Grabnarja).
Objavljenja je bila leta 2005 na albumu Bitka talentov: za Božič.

## I. krog
V prvem krogu je potekalo izbiranje 12 finalistov. V 11 oddajah (od 7. marca do 16. maja 2004) se je vsako nedeljo predstavilo več kandidatov. Zmagovalec vsake oddaje, ki so ga izbrali gledalci s telefonskim glasovanjem, je napredoval v naslednji krog. 12. finalist pa je postal zmagovalec Druge priložnosti.  
| Izvajalec          | Pesem                                | Oddaja |
| ------------------ | ------------------------------------ | ------ |
| Aleksander Albreht | »Let Me Entertain You«               | 7. 3.  |
| Katja Koren        | »Ni me strah«                        | 14. 3. |
| Tina Banfro        | »Stand by Me«                        | 21. 3. |
| Mateja Domanjko    | »Povej mi, zakaj«                    | 28. 3. |
| Ajda Ivšek         | »I Will Always Love You«             | 4. 4.  |
| Omar Naber         | »Feel«                               | 11. 4. |
| Anžej Dežan        | »Sorry Seems to Be the Hardest Word« | 18. 4. |
| Maja Porta         | »Pesek v oči«                        | 25. 4. |
| Kaja Bicskey       | »Ne čakaj na maj«                    | 2. 5.  |
| David Novak        | »Ne pozabi me ti«                    | 9. 5.  |
| Nino Kozlevčar     | »She's The One«                      | 16. 5. |

Poleg zmagovalcev 11 oddaj se je v 2. krog uvrstila tudi Anja Baš kot zmagovalka Druge priložnosti, v kateri je zapela »One Moment in Time«. V prvem krogu, v katerem je sprva izpadla, se je predstavila s pesmijo »Beautiful«.

## II. krog
V drugem krogu je nastopilo vseh 12 finalistov. 4 izmed njih so izpadli.
| Izvajalec          | Pesem                      |
| ------------------ | -------------------------- |
| Aleksander Albreht | »Hold Me Now«              |
| Katja Koren        | »Lahko noč, Piran«         |
| Tina Banfro        | »I Will Survive«           |
| Mateja Domanjko    | »Nekaj lepega je v meni«   |
| Ajda Ivšek         | »What's Up«                |
| Omar Naber         | »Sexed Up«                 |
| Anžej Dežan        | »Bum bum«                  |
| Maja Porta         | »Poletna noč«              |
| Kaja Bicskey       | »Take Me Tonight«          |
| David Novak        | »Ne budite me, vas prosim« |
| Nino Kozlevčar     | »Adesso tu«                |
| Anja Baš           | »Power of Love«            |

## III. in IV. krog
V tretjem in četrtem krogu je v vsaki oddaji izpadel tisti tekmovalec, ki je prejel najmanj telefonskih glasov.

### 3. krog – 24. 10. 2004
| Izvajalec    | Pesem                           | %    |
| ------------ | ------------------------------- | ---- |
| Kaja Bicskey | »Ura brez kazalcev«             | 11,1 |
| David Novak  | »Jaz potrebujem več«            | 57,9 |
| Tina Banfro  | »Can't Take My Eyes Off of You« | 9,1  |
| Katja Koren  | »Sonce«                         | 21,9 |

### 3. krog – 31. 10. 2004
| Izvajalec   | Pesem                | %    |
| ----------- | -------------------- | ---- |
| Anžej Dežan | »Mandy«              | 29,8 |
| Maja Porta  | »Na pol poti«        | 14,5 |
| Omar Naber  | »Freedom«            | 22,6 |
| Anja Baš    | »New York, New York« | 33,1 |

### 4. krog – 7. 11. 2004
| Izvajalec    | Pesem                        | %    |
| ------------ | ---------------------------- | ---- |
| Katja Koren  | »Saving All My Love For You« | 34   |
| Omar Naber   | »Living on My Own«           | 43,9 |
| Kaja Bicskey | »V Ljubljano«                | 22,1 |

### 4. krog – 14. 11. 2004
| Izvajalec   | Pesem                  | %    |
| ----------- | ---------------------- | ---- |
| Anja Baš    | »Greatest Love of All« | 25,5 |
| David Novak | »Se še spomniš«        | 46,9 |
| Anžej Dežan | »I Believe I Can Fly«  | 27,6 |

## V. in VI. krog
V petem in šestem krogu je poleg gledalcev glasovala tudi strokovna komisija (Darja Švajger, Boštjan Grabnar in predstavnik založbe NIKA Records). Izpadel je tisti tekmovalec, ki je v skupnem seštevku prejel najmanj točk.

### 5. krog – 21. 11. 2004
| Izvajalec   | Pesem                  | Komisija | Televoting | Skupaj |
| ----------- | ---------------------- | -------- | ---------- | ------ |
| David Novak | »Bela snežinka«        | 10       | 32         | 42     |
| Katja Koren | »Zbudi se«             | 27       | 23         | 50     |
| Omar Naber  | »Billie Jean«          | 28       | 19         | 47     |
| Anžej Dežan | »Med iskrenimi ljudmi« | 35       | 26         | 61     |

### 6. krog – 28. 11. 2004
| Izvajalec   | Pesem                | Komisija | Televoting | Skupaj |
| ----------- | -------------------- | -------- | ---------- | ------ |
| Anžej Dežan | »My Way«             | 40       | 27         | 67     |
| Katja Koren | »Ne, ni res«         | 23       | 32         | 55     |
| Omar Naber  | »Love Is in the Air« | 37       | 41         | 78     |

## Finale
V finalu, ki je potekal 5. 12. 2004, sta se pomerila Omar Naber in Anžej Dežan. O zmagovalcu so odločali gledalci in strokovna komisija.
| Izvajalec   | Pesem                  | Komisija | Televoting | Skupaj |
| ----------- | ---------------------- | -------- | ---------- | ------ |
| Omar Naber  | »Sexed Up«             | 47       | 61         | 108    |
| Anžej Dežan | »Med iskrenimi ljudmi« | 53       | 39         | 92     |